# عباسية (عنافجة)
عباسية (بالفارسية: عباسیه) هي قرية وتقع في إيران في قسم عنافجة الريفي. يقدر عدد سكانها بـ 383 نسمة وتتكون من 75 عائلة حسب احصائية 2006.